# 台灣民眾黨中央委員會
台灣民眾黨中央委員會，簡稱民眾黨中委會，是台灣民眾黨的最高執行機關，由黨員代表大會選舉產生的中央委員組成，中央委員分成當然中央委員、指定中央委員及票選中央委員。當然中央委員為黨主席、總統、副總統、立法委員、直轄市市長或縣市長身分的黨員；指定中央委員，由黨主席指定的黨員或社會人士；票選中央委員由全體黨員選舉產生。職權包含執行黨員代表大會的決議事項，平時執行黨務、研訂黨務法規、行使同意權、研擬預算，通過人事案及選舉候選人名單。原則上每兩週召開一次會議。

## 歷屆委員

### 第四屆
| 第四屆中央委員會委員名單 任期：2025年2月1日-2027年1月31日 |                     |                                                                                                   |
| 黨職                                                      | 黨職                | 委員姓名                                                                                          |
| 當然委員                                                  | 當然委員            | 黨主席：黃國昌（亦立院黨團三長） 立院黨團三長：張啓楷、陳昭姿 縣市長：邱臣遠 議會黨團總召：張志豪 |
| 指定委員（名額3位）                                       | 指定委員（名額3位） | 林富男、許瑞宏                                                                                    |
| 票選委員 （名額9位）                                      | 正取                | 林昭印、許正憲、陳世軒、江和樹、蔡壁如、李彥慶、黃瀞瑩、葉國文、孫正華退                          |
| 票選委員 （名額9位）                                      | 遞補                | 張凱鈞補停、許瑞宏轉指定、林碩彥、楊大緯、馮啟彥                                                  |

### 第三屆
| 第三屆中央委員會委員名單 任期：2023年2月1日-2025年1月31日 |                     |                                                                                             |
| 黨職                                                      | 黨職                | 委員姓名                                                                                    |
| 當然委員                                                  | 2024選舉前          | 黨主席：柯文哲 立法委員：賴香伶、張其祿、邱臣遠、吳欣盈、陳琬惠 縣市長：高虹安退            |
| 當然委員                                                  | 2024選舉後          | 黨主席：柯文哲退 立法委員：黃國昌、黃珊珊停、陳昭姿、吳春城、麥玉珍、林國成、林憶君、張啓楷 |
| 指定委員（名額3位）                                       | 指定委員（名額3位） | 林富男                                                                                      |
| 票選委員 （名額9位）                                      | 正取                | 張凱鈞、咼昇華退、江和樹、馮啟彥、許瑞宏、范姜奕凱退、林冠廷退、陳祥麟退、張昕華退          |
| 票選委員 （名額9位）                                      | 遞補                | 孫正華補、端木正補退、李國璋補                                                              |

### 第二屆
| 第二屆中央委員會委員名單 任期：2021年2月1日-2023年1月31日 |                     |                                                                                             |
| 黨職                                                      | 黨職                | 委員姓名                                                                                    |
| 當然委員                                                  | 當然委員            | 黨主席：柯文哲（亦直轄市長） 立法委員：賴香伶、張其祿、高虹安退、邱臣遠、蔡壁如退、吳欣盈補 |
| 指定委員（名額3位）                                       | 指定委員（名額3位） | 無                                                                                          |
| 票選委員 （名額9位）                                      | 正取                | 江和樹、孫正華、林富男、蔡炳坤、楊博宇、劉瑋退、吳達偉退、龔勤文退、陳思宇退                |
| 票選委員 （名額9位）                                      | 遞補                | 陳安淇補退、李思慧、陳宥丞、張柏崧、馮啟彥補                                                |

### 第一屆
| 第一屆中央委員會委員名單 任期：2019年8月6日-2021年1月31日 |          |                                          |
| 黨職                                                      | 黨職     | 委員姓名                                 |
| 創黨委員                                                  | 創黨委員 | 柯文哲、林富男、周鐘麒、黃胤為、張益贍退 |